# Kyphosus cinerascens

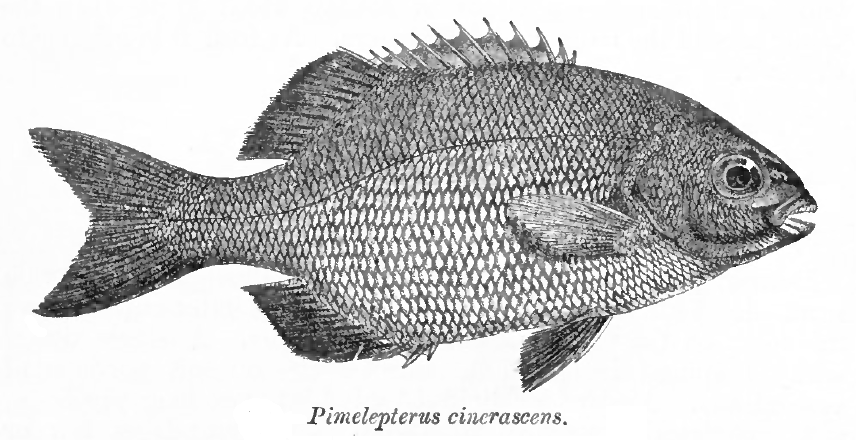
Il·lustració de l'any 1889

Kyphosus cinerascens és una espècie de peix pertanyent a la família dels kifòsids.

## Descripció
- Pot arribar a fer 50 cm de llargària màxima (normalment, en fa 45).
- 11 espines i 11-12 radis tous a l'aleta dorsal i 3 espines i 11-12 radis tous a l'anal.
- És gris amb les aletes fosques.[2]

## Alimentació
És principalment herbívor (menja algues), tot i que també es nodreix d'invertebrats.

## Hàbitat
És un peix marí, associat als esculls i de clima tropical (35°N-30°S) que viu entre 1 i 45 m de fondària.

## Distribució geogràfica
Es troba des del mar Roig i l'Àfrica oriental fins a les illes Hawaii, les illes de la Línia, les Tuamotu, el sud del Japó i Austràlia.

## Costums
És bentopelàgic.

## Observacions
No es pot menjar car és verinós.